# Émile Bouchès
Émile Bouchès (Franciaország, Nord, Maubeuge, 1896. július 3. – Franciaország, Nord, Maubeuge, 1946. június 12.) olimpiai bronzérmes francia tornász.
Ez első világháború után az 1920. évi nyári olimpiai játékokon, mint tornász versenyzett és csapat összetettben bronzérmes lett.